# Hermann Kuffner
Hermann Kuffner (16. srpna 1822 Břeclav – 30. září 1905 Břeclav) byl moravsko-německý podnikatel a politik židovského původu působící v Břeclavi, zakladatel šlechtického rodu Kuffnerů. Vlastnil a provozoval břeclavský cukrovar, posléze jeden z největších závodů svého druhu v Rakousku-Uhersku, patřil k nejbohatším měšťanům a v letech 1873 až 1899 vykonával také úřad starosty města.

## Život

### Mládí
Narodil se v břeclavském židovském ghettu v podnikatelské rodině.

### Kariéra
S bratrem Jakobem a bratrancem Ignazem Kuffnerovými společně v roce 1861 založili v Břeclavi, při břehu Dyje, cukrovar. Vybudován byl na místě někdejších skladů a seníků, nedaleko centra města. V následujících letech se podnik úspěšně rozvíjel, mj. i díky výrobě kvalitního bílého cukru, a stal se jedním z největších svého druhu v monarchii. Spolu s cukrovarem byly vystavěny také činžovní domy pro jeho zaměstnance a další zařízení. Rovněž byly z jeho popudu založeny podpůrné a stipendijní fondy pro židovské i nežidovské obyvatele, finančně podpořil také stavbu nové břeclavské synagogy či obřadní síně na židovském hřbitově v Břeclavi. Pro svou rodinu nechal vybudovat honosnou sídelní vilu podle návrhu rakouského architekta Franze von Neumanna.
Roku 1873, tedy pouhý rok předtím, než byla Břeclav povýšena na město, byl Kuffner zvolen jejím starostou, ve funkci pak vytrval až do roku 1899. Rovněž byl členem řady organizací a spolků, mj. brněnské obchodní a živnostenské komory a dalších.
Roku roku 1900 byl povýšen do šlechtického stavu s přídomkem von Kuffner. Roku 1902 sepsal a vydal rodinné paměti.

### Úmrtí
Hermann Kuffner zemřel 30. září 1905 v Břeclavi ve věku 83 let. Pohřben byl v rodinné hrobce na židovském hřbitově v Břeclavi.

### Rodinný život
Jeho jediný syn Ludwig Edler von Kuffner byl bezdětný, a jím roku 1937 moravská větev rodu vymřela.